# 5910 Zátopek
Az 5910 Zátopek (ideiglenes jelöléssel 1989 WH4) a Naprendszer kisbolygóövében található aszteroida. Antonín Mrkos fedezte fel 1989. november 29-én.
Nevét Emil Zátopek (1922–2000) többszörös olimpiai bajnok cseh hosszútávfutó után kapta.